# Línea germinal

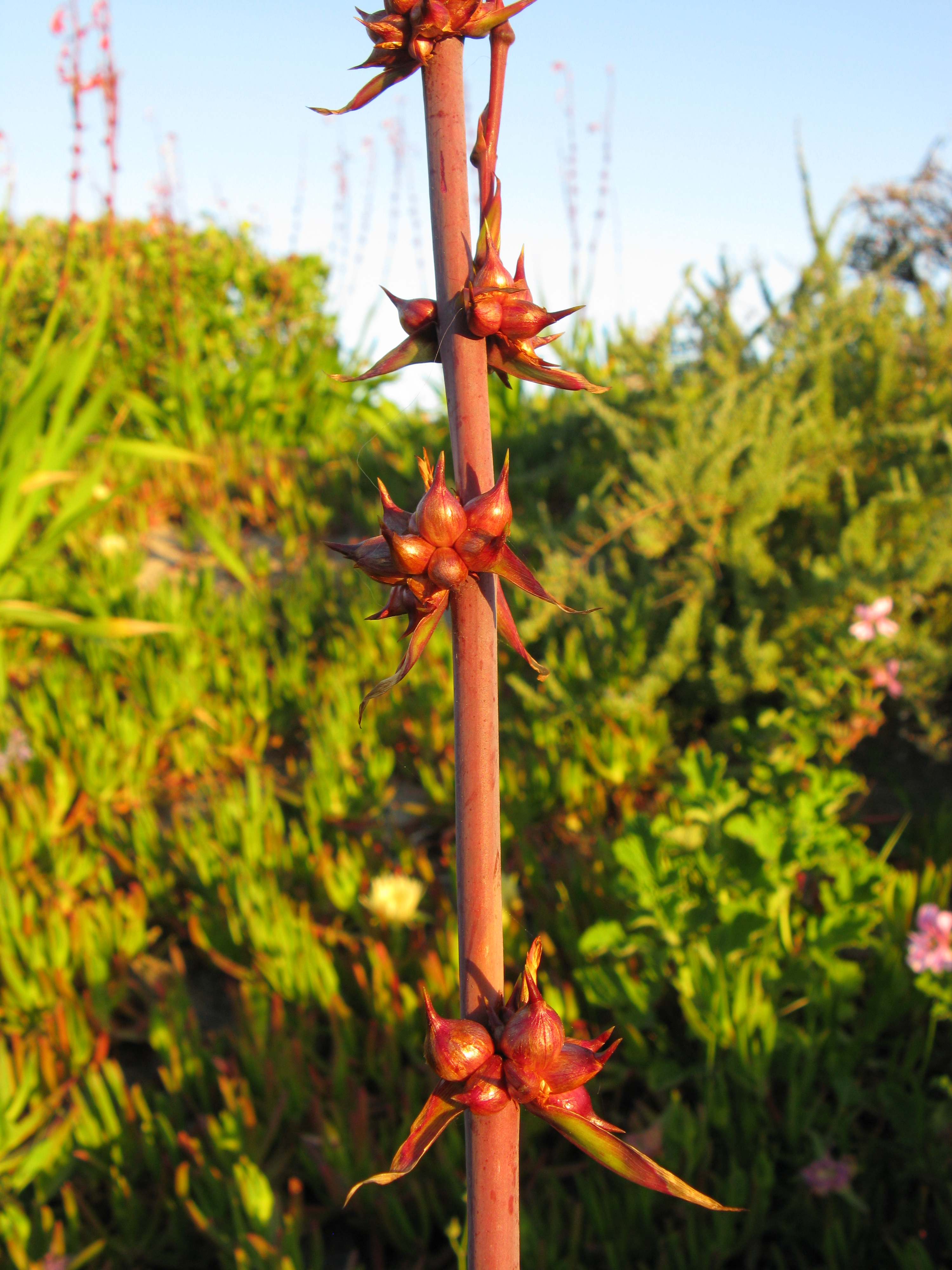
Cormlets de Watsonia meriana, un ejemplo de apomixis

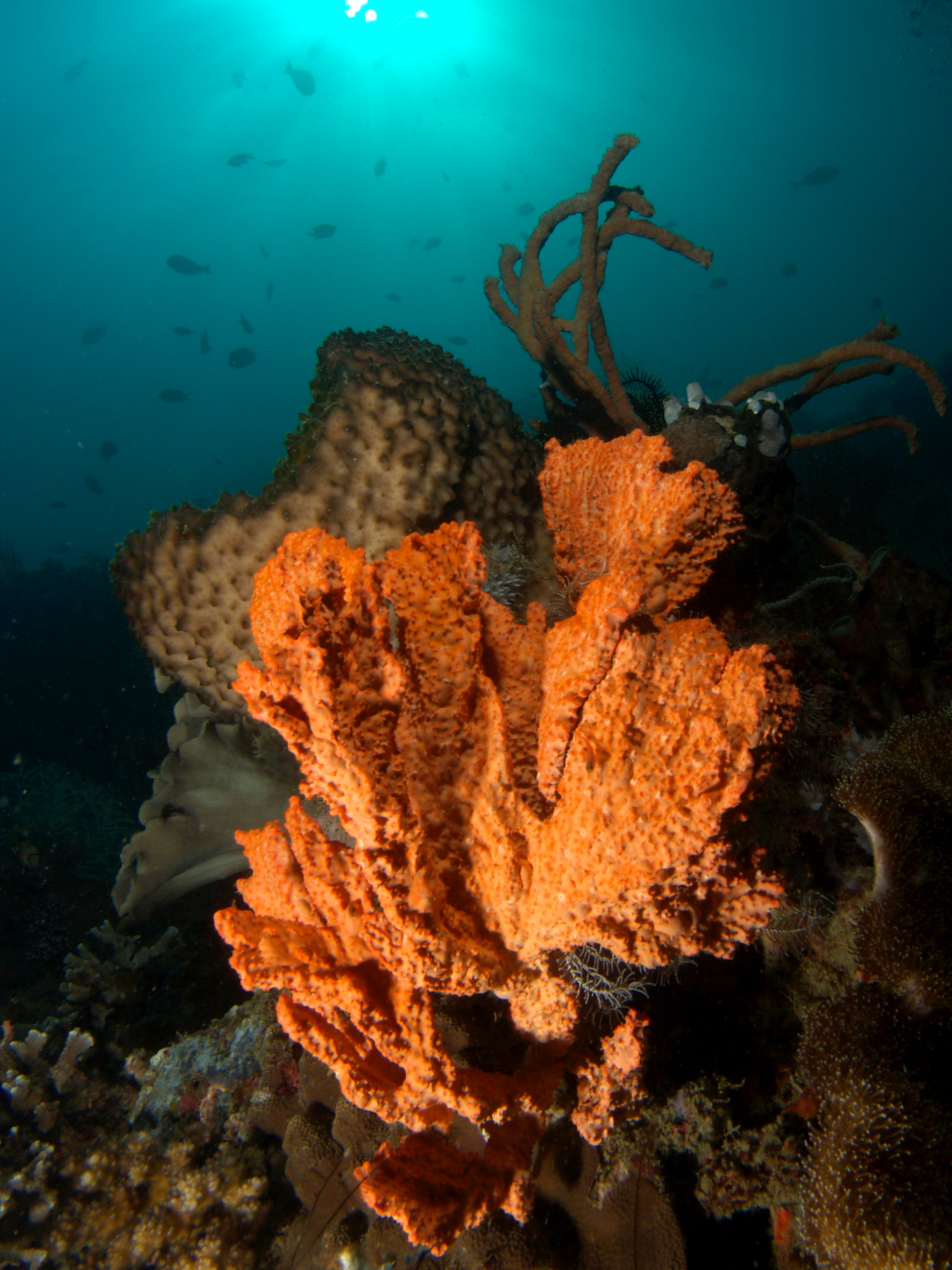
Clathria tuberosa, un ejemplo de una esponja que puede crecer indefinidamente a partir de tejido somático y reconstituirse a partir de células somáticas separadas totipotentes

En biología y genética, la línea germinal es la población de las células de un organismo multicelular que transmiten su material genético a la progenie. En otras palabras, son las células que forman el óvulo, el esperma y el óvulo fertilizado, así como los espermatozoides u óvulos futuros del óvulo fertilizado. Por lo general, se diferencian para realizar esta función y se segregan en un lugar específico lejos de otras células corporales.
Como regla, esta transmisión ocurre a través de un proceso de reproducción sexual; normalmente es un proceso que incluye cambios sistemáticos en el material genético, cambios que surgen durante la recombinación, la meiosis y la fertilización. Sin embargo, hay muchas excepciones entre los organismos multicelulares, incluidos los procesos y conceptos como diversas formas de apomixis, autogamia, automixis, clonación o partenogénesis. Las células de la línea germinal se denominan comúnmente células germinales. Por ejemplo, gametos como el esperma o el óvulo son parte de la línea germinal. También lo son las células que se dividen para producir los gametos, llamados gametocitos, las células que producen esos, llamados gametogonios, y todo el camino de regreso al cigoto, la célula a partir de la cual se desarrolló el individuo. 
En los organismos de reproducción sexual, las células que no están en la línea germinal se denominan células somáticas. Según este punto de vista, las mutaciones, recombinaciones y otros cambios genéticos en la línea germinal pueden transmitirse a la descendencia, pero no se producirá un cambio en una célula somática. Esto no tiene por qué aplicarse a los organismos que se reproducen somáticamente, como algunas Porifera y muchas plantas. Por ejemplo, muchas variedades de cítricos, plantas en las Rosaceae y algunas en las Asteraceae, como Taraxacum, producen semillas apomícticamente cuando las células diploides somáticas desplazan el óvulo o el embrión temprano.
En una etapa anterior del pensamiento genético, la distinción entre la línea germinal y las células somáticas era clara. Por ejemplo, August Weismann propuso y señaló que una célula de línea germinal es inmortal en el sentido de que es parte de un linaje que se ha reproducido indefinidamente desde el comienzo de la vida y, salvo accidente, podría continuar haciéndolo indefinidamente. Sin embargo, ahora se sabe con cierto detalle que esta distinción entre las células somáticas y las células germinales es en parte artificial y depende de circunstancias particulares y mecanismos celulares internos como los telómeros y controles, como la aplicación selectiva de la telomerasa en las células germinales, células madre y similares.
No todos los organismos multicelulares se diferencian en líneas somáticas y germinales, pero en ausencia de intervención humana técnica especializada, prácticamente todas, excepto las estructuras multicelulares más simples, lo hacen. En tales organismos, las células somáticas tienden a ser prácticamente totipotentes, y durante más de un siglo se sabe que las células de esponja se vuelven a ensamblar en nuevas esponjas después de haber sido separadas forzándolas a través de un tamiz.
La línea germinal puede referirse a un linaje de células que abarca muchas generaciones de individuos, por ejemplo, la línea germinal que une a cualquier individuo vivo con el último ancestro común universal hipotético, del cual descienden todas las plantas y animales. 

## Evolución
Las plantas y los metazoos basales como las esponjas (Porifera) y los corales (Anthozoa) no secuestran una línea germinal distinta, generando gametos a partir de linajes de células madre multipotentes que también dan lugar a tejidos somáticos comunes. Por lo tanto, es probable que el secuestro de la línea germinal se haya desarrollado por primera vez en animales complejos con planes corporales sofisticados, es decir, bilaterianos. Existen varias teorías sobre el origen de la estricta distinción germinal-soma. Dejar a un lado una población de células germinales aisladas al inicio de la embriogénesis podría promover la cooperación entre las células somáticas de un organismo multicelular complejo. Otra teoría reciente sugiere que el secuestro temprano de la línea germinal evolucionó para limitar la acumulación de mutaciones perjudiciales en genes mitocondriales en organismos complejos con altos requerimientos de energía y tasas de mutación mitocondrial rápidas.

## Daño, mutación y reparación del ADN
Las especies reactivas de oxígeno (ROS) se producen como subproductos del metabolismo. En las células de la línea germinal, es probable que las ROS sean una causa importante de daños en el ADN que, tras la replicación del ADN, conducen a mutaciones. La 8-oxoguanina, un derivado oxidado de guanina, es producido por oxidación espontánea en las células de la línea germinal de los ratones, y durante la replicación del ADN de la célula causa mutaciones de transversion GC a TA. Dichas mutaciones se producen en los cromosomas del ratón, así como durante las diferentes etapas de la gametogénesis. 
Las frecuencias de mutación para las células en diferentes etapas de la gametogénesis son aproximadamente de 5 a 10 veces más bajas que en las células somáticas, tanto para la espermatogénesis como para la oogénesis. Las frecuencias más bajas de mutación en las células de la línea germinal en comparación con las células somáticas parecen deberse a una reparación del ADN más eficiente de los daños del ADN, particularmente la reparación recombinacional homóloga, durante la meiosis de la línea germinal. Entre los humanos, aproximadamente el cinco por ciento de los descendientes vivos tienen un trastorno genético, y de estos, aproximadamente el 20 % se deben a mutaciones de la línea germinal recientemente surgidas.